# 2,5-Dihydrofuran
2,5-Dihydrofuran ist eine chemische Verbindung aus der Gruppe der Sauerstoffheterocyclen.

## Gewinnung und Darstellung
2,5-Dihydrofuran kann durch Oxidation von 1,3-Butadien gewonnen werden. Ebenfalls möglich ist die Gewinnung durch Isomerisierung von 3,4-Epoxy-1-buten.

## Eigenschaften
2,5-Dihydrofuran ist eine hellgelbe, leicht entzündbare Flüssigkeit, die praktisch unlöslich in Wasser ist.

## Sicherheitshinweise
Die Dämpfe von 2,5-Dihydrofuran können mit Luft ein explosionsfähiges Gemisch (Flammpunkt −17 °C) bilden.